# 뉴브리튼물쥐
뉴브리튼물쥐(Hydromys neobritannicus)는 쥐과에 속하는 설치류의 일종이다. 파푸아뉴기니에서 발견된다. 서식지 감소로 위협을 받고 있다.

## 특징
꼬리 길이 289mm를 제외한 몸길이가 288mm인 대형 설치류이다. 발 깅이는 63mm, 귀 길이는 25mm이다.

## 생태
반수생 동물이다.

## 분포 및 서식지
비스마르크 제도 뉴브리튼섬에 널리 분포한다. 인근 움보이섬에도 분포하는 것으로 추정된다. 해발 500m 이하 지역의 강가와 냇가에서 서식한다.